# Селинов, Леонид Иванович
Леонид Иванович Селинов (1875 — после августа 1917) — агроном, член Государственной думы II созыва от Екатеринославской губернии.

## Биография
Имел личное дворянство. В 1893 году выпускник Севастопольского реального училища, в 1897 году окончил Новоалександрийский сельскохозяйственный институт со званием агроном 1-го разряда. Был призван в армию, был демобилизован с чином прапорщика. Преподавал в торговой школе в Луганске. С 1900 по 1903 год служил курским уездным агрономом, получал годовое жалованье 2,4 тысячи рублей.
6 февраля 1907 года был избран во II Государственную думу от общего состава выборщиков Екатеринославской губернии. Вошёл в состав Конституционно-демократической фракции. Состоял в думских распорядительной комиссии, аграрной комиссии и комиссии для подсчета шаров при избрании товарищей секретаря Государственной Думы. Участвовал в прениях по законопроекту «О пособии художественно-промышленным мастерским».
В 1909 году штатный преподаватель товароведения частного 7-классного коммерческого училища А. О. Байера в Полтаве.
12—15 августа 1917 года в Москве участвовал в работе Государственного совещания.
Дальнейшая судьба и дата смерти неизвестны.

### Рекомендованные источники
- Николаев А. Б. Борьба сил революции и контрреволюции в связи с созывом Государственного совещания (апрель — август 1917 года): Диссертация…. кандидата исторических наук Л., 1989.

### Архивы
- Российский государственный исторический архив. Фонд 1278. Опись 1 (2-й созыв). Дело 386; Дело 595. Лист 5.
- Российский государственный исторический архив. Ф. 1349 Оп. 2 Д. 116 Л. 13-15